# اکبرآباد (کوهسرخ)
اکبرآباد روستایی از توابع بخش مرکزی شهرستان کوهسرخ در استان خراسان رضوی است. این روستا در دهستان کوه سفید قرار دارد و براساس سرشماری سال ۱۳۸۵ جمعیت آن ۲۳۱ نفر (۶۸ خانوار) بوده است.